# ゲームミュージック
ゲームミュージックは、コンピュータゲームに付随する音楽のことである。ゲーム音楽、ビデオゲームミュージック（VGM）、ゲームBGMとも呼ばれている。
ゲームミュージックという言葉には、単にゲームに付随する音楽という意味合いしかなく、その実態は非常に多岐にわたる。劇伴（アニメ音楽や映画音楽）ないしサウンドトラックと同様に、音楽ジャンルの一種として括られることもあるが、黎明期のビープ音で作られた短いメロディから、鑑賞用に制作された音楽と変わらない評価を得たもの（ババイェツの歌など）、既存の音楽をゲームに組み込んだもの（テトリスのトロイカ等）、プレイに応じて変化する「インタラクティブミュージック」、楽曲の自動生成「プロシージャルミュージック」まで含まれる。

## 歴史
ゲーム機の構造上、制約された予算と打ち込み環境を前提として発展して来た音楽であり、1980年代から1990年代前半までは、PCやゲーム機で用いられた音声処理チップ（PSG、FM音源、波形メモリ音源、SID音源など）を制御演奏したものが主流であった。このような状況が続いたため、ゲーム音楽の領域では、厳しい制約下でも聴き応えのある音楽を作る技法が発展した。
1990年代後半にプレイステーションやセガサターンが発売され、CD-ROMが家庭用ゲームにおいて普及し始めた1995年前後を境にCD-DAやPCMによるストリーム再生方式が主流となっていった。ゲームの開発規模の拡大に伴い、映画音楽やクラシック音楽に引けを取らない大規模なオーケストラで録音された作品も増えていったが、予算の制約上、生楽器の活用よりもMIDI音源やDTMを活用することが安価であるため、生楽器の使用は限定的となっている。また、チップチューンなどあえてレトロゲーム風に作られることもある。

### 1961年
1960年代はゲームミュージックにとっての前史時代であった。1961年、ベル研究所において、IBM 7094に「デイジー・ベル」を歌わせる実験が行われた。「デイジー・ベル」はゲームのための音楽ではなく、IBM 7094も発音用に設計された機構を持たないが、コンピュータが発音するという意味ではゲームミュージックと全く同じ事を行っている。ヴォーカルは、ジョン・ケリーとキャロル・ロックボーム（Carol Lockbaum）が、伴奏はマックス・マシューズ（Max Mathews）がプログラミングした。この事例は、コンピュータに歌を歌わせた世界初の事例として知られている。1960年代は航空管制用などの特殊で高コストな用途を除き、紙にコンピュータの出力を印字していた時代であり、リアルタイムにユーザー操作の反応が返ってくるようなゲームは到底実現できる状況ではなかった。

### 1970年代頃
ゲームミュージックの起源は、どこまでを「音楽」と解釈するかにもよるが、サウンド発生機構を備えたコンピューターゲームの出現と時期を同一にすると考えられる。
ゲームの開始時や合間などに短いメロディを演奏する事で、初めて有名になったゲームは、Exidy社が1977年に発表した『サーカス』であると考えられる。このゲームは音楽も手伝って評判となり、日本でもクローンゲームなどが多数出回った。しかし、この当時はまだゲームの動きと演奏を両方処理する余裕がなかったためか、演奏時には画面の動きは止まっていた。
歴史に残る大ヒットとなった『スペースインベーダー』でも、音響は抵抗器を使った8種類のサウンドのみであり、音楽と呼べるものにはなっていなかった。ただし、多数作られたコピーゲームの内、任天堂レジャーシステムの『スペースフィーバー』と、サンリツの『メロディーパート3』は、特定のフィーチャー（シチュエーション）で音楽が鳴り、当時のプレイヤーに印象を残している。
この時代のゲームミュージックはハードウェア上の制約が厳しく楽曲を流すこと自体が困難であったと考えられる。また、この頃はプログラマーや音楽を専門としないゲーム会社の社員が作曲を行っていた事が多い。
1970年代にはテクノポップ（Technopop/Techno Pop）という、シンセサイザー・シーケンサー・ヴォコーダーなどの電子楽器を使ったポピュラー音楽が流行するが、日本でも1979年から1981年にかけて、イエロー・マジック・オーケストラ（YMO）がブームとなりそれと並行するかたちでゲームセンター及び、家庭用ゲーム機ブームとなった、日本産のゲームミュージック（特にシューティングゲーム）はこのテクノポップとの相互の影響を指摘する見方もある。

### 1980年代前半
1980年代、音源上で和音の生成が出来るようになるとともに数多くのゲームBGMが登場し始める。『マリオブラザーズ』（アイネ・クライネ・ナハトムジーク）や『デビルワールド』（くるみ割り人形）のようにクラシック音楽が使用されることに加え、音楽知識や作曲スキルを持つスタッフがゲームのサウンド制作を担当するようにもなった。
本格的なゲームBGMが登場したのは1980年代初期、ナムコ（後のバンダイナムコエンターテインメント）の『ラリーX』で「ゲーム中にBGMが常に鳴り続け、BGMが止まることなく効果音が同時発音される」ゲームが実現する。BGMはごく単調かつ単音の旋律であったが、改良作である『ニューラリーX』では2和音の旋律となり、よりメロディアスなBGMが流れるようになった。その他『ドンキーコング』（任天堂）の「ハンマーのテーマ」などが初期のゲームBGMとして知られている。この1980年代に登場した「ゲーム中にBGMを流し、聴き手にイメージを抱かせる手法」は当時の日本で生まれ発達したものである。
1983年には任天堂のファミリーコンピュータが爆発的な人気を博し、ゲームミュージックの認知度は一気に上昇した。また、同年レーザーディスクを使用したゲームが登場する。映像に付随するサウンドトラックを再生できる為、生演奏を録音しゲームBGMとして用いることが出来た最初の環境である（代表作『ドラゴンズレア』、『スペースエース』、『サンダーストーム』、『ロードブラスター』、『宇宙戦艦ヤマト』など）。しかし、LDゲーム機の制作・運営コストが高い事もあり当時主流ではなかった。
1984年にゲームミュージックの消費形態を大きく変える出来事が起こる。細野晴臣プロデュースのアルバム『ビデオ・ゲーム・ミュージック』（アルファレコード）にて、『ゼビウス』などのゲームミュージックが初めてレコードとしてリリース。翌年にはアルファレコード内に、ゲームミュージック専門のレーベル・G.M.O.レコードが発足。今までゲームをプレイしている時だけしか聴けなかったゲームミュージックを単体の音源として楽しむことが可能になり、ゲームミュージックのサウンドトラック市場が形成され始めた。
1985年には『戦場の狼』を皮切りに、FM音源がアーケードゲーム機に取り入れられ、音源チップ演奏における表現の幅が広まった。同年に登場した『コスモポリス ギャリバン』は効果音にオーケストラル・ヒットが業界初に用いられた。
この時期に作曲された『スーパーマリオブラザーズ』における一連のBGM、『ドラゴンクエスト』のテーマ曲およびBGMなどはゲーム外の場面で使用されることもあり、ゲームを全くやらない人にも一定の知名度を持っている。
1986年5月に『スーパーマリオブラザーズ』などのファミコン初期作品のBGMを収録した『ファミコン・ミュージック』（アルファレコード）でスタートしたG.M.O.は、当初はあまりにもマニアックなのではないかということで、レコード業界でも否定する声が少なくなかった。しかし1986年12月、セガの名作『スペースハリヤー』『アウトラン』などのBGMを収録した『セガ・ゲーム・ミュージックVOL.1』（アルファレコード）が発売されると、爆発的なヒットにより10万枚に届くところまでセールスを伸ばし、レコード業界内にもゲームミュージックの潜在的な力を知らしめる役割を果たした。

### 1980年代後半・1990年代前半
この時期は、技術の発展に伴って様々な音声処理系が登場した時期であり、中心となったのは正弦波を基に乗算を含めた複雑な演算で波形を合成するFM音源や、任意の波形を使用できるパルス符号変調（PCM）であった。このFM音源は1984年から1985年にかけてNECの8ビットパソコン（SRシリーズ）で採用され、家庭用ゲーム機ではセガ・マスターシステムで初めて標準搭載された（セガ・マークIIIでも別売りのFMサウンドユニットを装備することでFM音源を鳴らす事が出来た）。PCMはファミリーコンピュータにも搭載されていた例があるように1980年代前半にも見られたものであるが、記憶容量・処理速度的に本格的な実用段階に達したのがこの時代である。同時発音数も増加し、10音を越えるものも珍しくなくなった。こうした高性能な音源によって、音の自由度が格段に増し、ピアノやトランペットなどの実際の楽器に近い音を出すことも可能になった。とは言え、当時はまだ発展途上の部分も多く、このためこれら新音源と従来のPSGの組み合わせで各々の弱点をカバーし合う処理系なども多く見られた。
家庭用ゲーム機やパソコンでは、ディスクメディアを採用した一部のゲームにおいてCD-DAトラックとして音楽を収録する手法（ミックスモードCD）も用いられた。かつてゲームセンターのLDゲーム機で行われた表現手法が一般家庭でも手軽に楽しめるようになった。
この頃の楽曲の特徴としては、音声処理系の向上によって得られた新しい音色やアンサンブル方法に主眼が置かれていることが多いという点が挙げられる。いかにサウンドを豪華にしようとしても限界があった1980年代前半とも、誰でも簡単に高音質を手に入れられる現在とも異なり、この時期は音源性能やサウンドプログラマの技量が大いにサウンドの質に反映され得る状況にあり、サウンドにこだわりのある制作者達がより高品質なミックスを目指してしのぎを削っていったのである。結果として、1980年代前半と大差ないサウンドのゲームもあった一方で、優れたサウンドプログラミングによってオーケストラに迫る様な曲も作り出された。例えば古代祐三は『イース』の頃よりFM音源を駆使し、性能を余すことなく使ったBGMを作成した。また、後年に古代によるスーパーファミコンで発売された『アクトレイザー』は、生のオーケストラを髣髴とさせる高品質なもので、当時の水準とは比べものにならないレベルの高さに、『ファイナルファンタジーIV』の開発スタッフは衝撃を受けたという。
音源構成はゲームセンターで聴き取れる音にも大きく変化を与える。FM音源は金属的な音を発音可能であるが、多用すると曲全体の中域が薄くなる。また、PCMで人声を発音させる使い方も増え、「人声を目立たせBGMは脇役に回る」音響手法がカプコン『ストリートファイターII』の大ヒット以降対戦格闘ゲームを中心に多用され、それとともに業務用ゲームでのBGMの多くは影が薄れていった。しかし
、こうした状況の中でもFM・PCM音源を用いてメロディーを聴かせる既存の手法で作った曲も少なからず存在した（ナムコ『ワルキューレの伝説』『コズモギャングス』シリーズ他、タイトー『ダライアス』『ガンフロンティア』各シリーズ他など）。
制作体勢も細分化され始め、PCMを中心に用いる楽曲制作現場においては、音素材データと曲（譜面）データが独立してきたために、作曲家とは別に音素材を担当する役職も登場した。「サウンドエンジニア」などと呼ばれる。この役職は作曲家に代わりハード上で鳴る音素材の作成を行う。作曲者がゲームハード外の環境（シンセサイザなど）で作成した音素材をもとにする場合と、エンジニアがあらかじめ音素材を用意しておく場合がある。サウンドプログラマがこの役割をかねている場合もある。
また、冒頭やエンディングにおいてビデオクリップと共に歌曲（主題歌・ゲームソング）をゲームミュージックとして挿入する演出が取り入れられ始めたのもこの頃である。世界で初めてロムカセットよりも大容量のメディアであるCD-ROMをゲームソフトとして流通したCD-ROM2のローンチタイトルである『No・Ri・Ko』（小川範子のタレントゲーム）が既成曲ながら初めての事例で、次作の『鏡の国のレジェンド』（酒井法子のタレントゲーム）も既成曲。『コズミック・ファンタジー 冒険少年ユウ』が初めてゲームソングとして制作された歌曲をゲーム内に採り入れ、『銀河お嬢様伝説ユナシリーズ』、『コブラ2 伝説の男』、『ときめきメモリアル』や、メガCDの『ゆみみみっくす』、『ソニック・ザ・ヘッジホッグCD』、『LUNAR ザ・シルバースター』、『LUNAR ETERNAL BLUE』、『ヘブンリーシンフォニー』などは、特に主題歌も多くのファンに受け入れられた。ロムカセットのゲーム機であるスーパーファミコンでも、『テイルズ オブ ファンタジア』が初めてロムカセット内の歌曲収録を実現した。特に『サクラ大戦シリーズ』（セガ・レッド・エンタテインメント）の「檄!帝国華撃団」や、『ファイナルファンタジーVIII』（スクウェア）の「Eyes On Me」は、シングルCDが大ヒットを記録したゲームソングである。

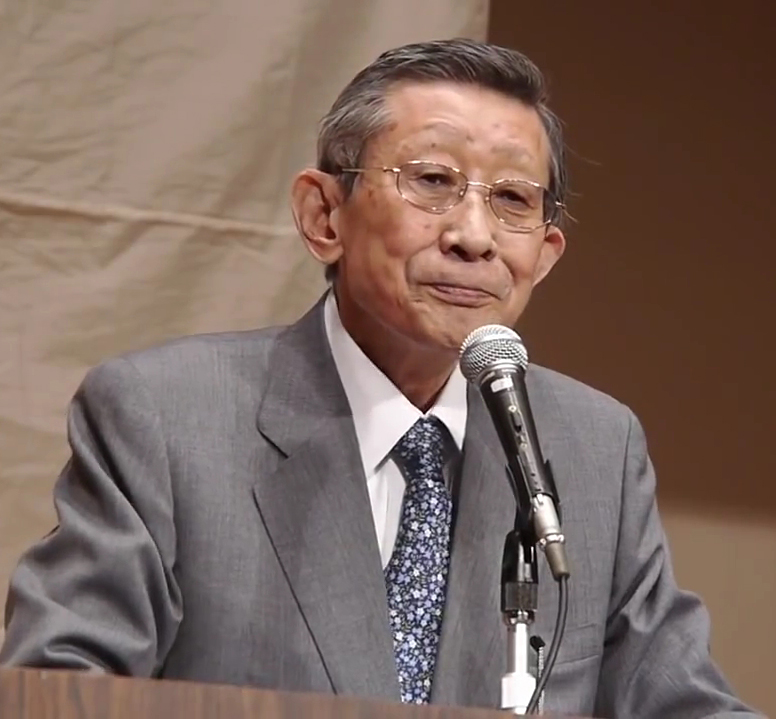
日本の有名なゲームミュージックの制作者・すぎやまこういち（故人）

音楽業界では、作曲家すぎやまこういちの手による『ドラゴンクエスト』関連の3枚のアルバムがいずれも大ヒットし、『交響組曲ドラゴンクエストIII・そして伝説へ･･･』（1988年、アポロン音楽工業）は50万枚というゲームミュージック史上最高の売り上げを記録。1988年の『第30回日本レコード大賞』で、『交響組曲「ドラゴンクエスト」  I II III』が「特別企画賞」を受賞した。1990年3月26日付のオリコンチャートで、『交響組曲「ドラゴンクエストIV」導かれし者たち』が、ゲーム関連のアルバムとして初めてオリコン週間チャート1位を獲得した。また1988年、アーケードゲームの音と映像を統合化した作品を発売するサイトロン・レーベル（ポニーキャニオン）の設立、平行してキングレコードでもパソコンとアーケードそれぞれのメーカーによるレーベル、「ファルコム・レーベル」（1988年）と「コナミ・レーベル」（1989年）が設立されてから、ゲームミュージック市場には10社以上が参入するという事象が起こり、毎月5 - 10タイトルが発売され、レコード業界から見ても無視できない市場にまで拡大した。
業界内からアーティストを生み出そうという気運も高まり、S.S.T.BAND（セガ）、ZUNTATA（タイトー）、アルフ・ライラ・ワ・ライラ（カプコン）、矩形波倶楽部（コナミ）、J.D.K.BAND（ファルコム・レーベル）などがデビューし、イベントやビデオコンサート、ライブ活動を行っている。特にすぎやまこういちは、「だれでもわかりやすい音楽」をポリシーに、交響詩をゲームミュージック上で展開し、NHK交響楽団と組み、毎年恒例のコンサートで大成功を収めた。また、ゲーム業界が生み出したアーティストとして知られる古代祐三は、もとは一人のゲームファンであったが、日本ファルコムのアルバイト時代に『イース』『ソーサリアン』などのRPGのサウンドを手がけ、その後フリーに転身してからは、『ザ・スキーム』『スーパー忍&WORKS』（アルファレコード）を発表し、従来のゲームミュージックにとらわれない曲作りにファンの期待も寄せられた。
なお、サウンドトラックにおいては、ゲーム基板から直接曲を収録したオリジナルバージョンの他、曲を他の楽器などで再構成する「アレンジバージョン」が同時に収録されるようになる。初期はMIDI音源を用いた、デスクトップミュージック（DTM）に類するものが多かったが、ギターなどの生楽器の導入を経て、各メーカーがアレンジ専門のバンドを有するまでに至る。1990年に入ると、ゲームミュージックフェスティバルというライブイベントが毎年開催され、最盛期には日本青年館2DAYSで6組のバンド・ユニットがライブを繰り広げた。

### 1990年代後半・2000年代
セガサターン、プレイステーションの頃から、ディスクメディアが主流になっていった（但し、NINTENDO 64はディスクメディアを使用せず、ロムカセットを使用）。メディアの大容量化、ハードの高性能化により、「限られた音色で多くの曲を鳴らす」という制約が大幅に緩和され、さまざまなジャンル（オーケストラ、ジャズ、フュージョン、ロック、ヘヴィメタル、アンビエント、テクノ、ヒップホップ、テクノ、イージーリスニングなど）の音楽が取り入れられるようになった。また、録音済みの音楽をストリーミングで流すという方法もしばしば登場するようになった。こうしてゲームミュージックは鑑賞用に販売されている通常の音楽CDと同等の品質を獲得するに至り、21世紀初頭現在の主なゲーム機の音声処理系は、PCM系の録音済み波形を用いる方式が主流になっている。
一方で、かつては主流であったPSGやFM音源のような単純な波形を合成する処理系を用いるものは減少した。わずかにレトロゲーム復刻作品や『グラディウス外伝』などでは（音源チップ相当の波形演算を行うことにより）この方式が用いられている。また、Nintendo DSはPSGとPCMを併装しており部分的に用いられている場合もある。
表現の可能性はハードウェアの制約から解放され、黄金期・発展期に見られた「ハードの制約と、それに対するアーティストの挑戦」から、ゲームの魅力を最大に引き出す名脇役としていかにプレイヤーの耳を楽しませるかという内容そのものの魅力で勝負する時代となってきている。また、プレイヤー操作と音との連携による新たな感覚の追求というインタラクティブアートとしての側面も注目されてきている。
サウンド環境およびその他処理性能の充実から「音楽自体をゲームにする」という発想も登場した。1996年の『パラッパラッパー』、続く1997年の『beatmania』などが先駆けとなりいずれも大ヒットを記録、音楽ゲームという一つのジャンルを形成するに至った。
一方で、2000年代はゲームミュージックの変遷とは異なる別のムーブメントが起こった。音楽レーベルによる過去のゲーム音楽の再録盤の発売、ゲームミュージック愛好家による自主録音音源(MIDI、演奏してみた)のファンサイトないし動画サイトへのアップロード、1990年代まで主流だったチップ音源を自由な解釈で演奏するチップチューンブームなどが生じた。
2003年3月14日（北米時間）、ゲームソフト『NBAライブ 2003』同梱のサウンドトラックCDが、ゲームミュージックのサウンドトラックとして初めてアメリカレコード協会にプラチナディスク（ミリオンセラー）として認定された。

### 2010年代
2011年2月13日（北米時間）に開催された第53回グラミー賞授賞式で、『Sid Meier's Civilization IV』のオープニングテーマ「Baba Yetu」が「Best Instrumental Arrangement Accompanying Vocalists」部門を受賞。ゲーム音楽のグラミー賞受賞は、これが初めてのことである。

### 2020年代
2021年7月23日に開幕となった東京2020オリンピックの開会式は、選手入場行進のBGMに日本から生まれた人気作のゲーム音楽が使われ、『ドラゴンクエスト』『ファイナルファンタジー』『モンスターハンター』『エースコンバット』『テイルズ オブ』シリーズなど、オーケストラによる19のゲームBGM演出が多くの驚きと反響を呼んだ。
2023年4月12日（日本時間同月13日）、アメリカ議会図書館は『スーパーマリオブラザーズ』のテーマ曲（地上BGM）について、「ゲーム史に残る伝説的な作品であり、世界中で演奏され、過去40年間で最も愛された楽曲の1つ」と評価し、ジョン・レノンの「イマジン」やマライア・キャリーの「恋人達のクリスマス」などと共にゲーム音楽として初めて全米録音資料登録簿に収蔵され、永久保存することが発表された。
2023年から2024年にかけて『ROOMMANIA＃203』から派生したユニット・セラニポージの楽曲「ぴぽぴぽ」「スマイリーを探して」がショート動画プラットフォームで流行。2曲を合わせたTikTokでの再生回数は約3か月間で10億回を突破。2025年にはセラニポージが日本クラウンの2024年度ヒット賞の「配信ヒット賞」を受賞した。
2024年9月、Billboard JAPANのBillboard Global Japan Songs excl. Japanで、『ペルソナ3 リロード』の挿入歌であるLotus Juice / 高橋あず美の「It's Going Down Now」が1位を獲得した。同楽曲は2025年4月の時点でストリーミング再生数が1億回を超えており、再生数の内訳では日本国外からのものが90%以上を占めている。

## ゲームミュージックに関連する音楽作品
ゲームミュージックに関連して、ゲームへの内蔵以外のメディアとして製作・販売されている音楽作品としては、サウンドトラックやゲーム中の楽曲を編曲、演奏したアレンジ（リミックス）アルバム、ゲームそのものの内容に関連するイメージソング、キャラクターソング、演奏会、ゲームのサウンドを取り入れた全く別の楽曲（サンプリング、カバー）などがある。

### サウンドトラック（オリジナル・サウンドトラック）
ゲームミュージックそのものにリスナーがつくに従って、一度ゲームミュージックとして作曲された曲を、オリジナル音声そのものとしてレコード・CD化して発売するようになった（ゲームミュージックをサウンドトラックとして再供給）。
通常はBGMを1〜2ループ程収録し、2〜3ループ目に入ったらフェードアウトするという形で収録されることが多いが、アウトロなどのゲーム中では使われていなかった部分が収録されることもある。また、BGM以外にも効果音（SE）やキャラクターのボイスなども収録していたり、未使用曲やデモ音源をボーナストラックとして収録する場合もある。過去のアーケードゲーム等ではレコーディング用の収録基板の関係で、ゲームとサウンドトラックで音源が異なる作品が存在する。

### アレンジアルバム（リミックスアルバム）
またゲーム中の楽曲を原曲とは別のジャンルに編曲したり、より性能の良い音源や生音（ピアノやオーケストラ、民族楽器など）で演奏したりして新たな音楽アルバムの形でリリースすることもある（「サウンドトラック」という言葉が一部のアルバム名に含まれているが本来の意味とは異なる）。
初期には上述の『ドラゴンクエスト』シリーズのほか、コナミ（後のコナミデジタルエンタテインメント）の『グラディウス』シリーズや、日本ファルコムの『イース』シリーズ、セガの『ソニックシリーズ』などのアレンジCDが挙げられる。
ただし、上述した技術進歩により生音やリアルな音源がゲーム中でも使用されるようになってくると、このようなアレンジは少なくなっている（『ファイナルファンタジーVI#FFシリーズの音楽について』も参照）。
さらに『F/A』『リッジレーサー』などクラブ系ダンスミュージックがゲームミュージックに取り入れられてからは『リミックス』（「サンプリングしたオリジナル音源を楽曲の1楽音として用いる点が従来のアレンジと異なる）手法によるアルバムも増加した。
これらの編曲作品に著名なアーティスト（作編曲家、ミュージシャン、DJ等）を起用するケースも多く見られる。著名なアーティストの起用は品質のみならず広告上の影響も大きい。

### イメージソング
ゲームそのものをイメージして製作された歌謡曲。主題歌として使われることもあるが、ゲーム中では全く使われないこともある。ゲームの世界観を意識したの物もあれば、ゲームの世界観とは乖離した電波ソングのようなの物まで様々である。
上記のイメージソングとは若干異なるが、作中に登場する架空の企業や組織のイメージソング（社歌や校歌を含む）が存在する作品もある。

### キャラクターソング
主に人気のある美少女ゲームや女性向けゲームなどにおいて、ゲームに登場する特定のキャラクターをイメージした歌謡曲。大抵はそのキャラクターを演じた声優が歌唱する。キャラクターソングを製作する場合は新曲を作曲することもあるが、作中のBGMを編曲して歌謡曲にする場合もある。また、歌謡曲として製作された曲のインストゥルメンタルバージョンを作中のBGMとして使用することもある。キャラクターやストーリーに力を入れた作品では、作品の後日談やオリジナルストーリーの音声だけを収録したドラマCDが発売されることもある。

### ゲームミュージックの演奏会

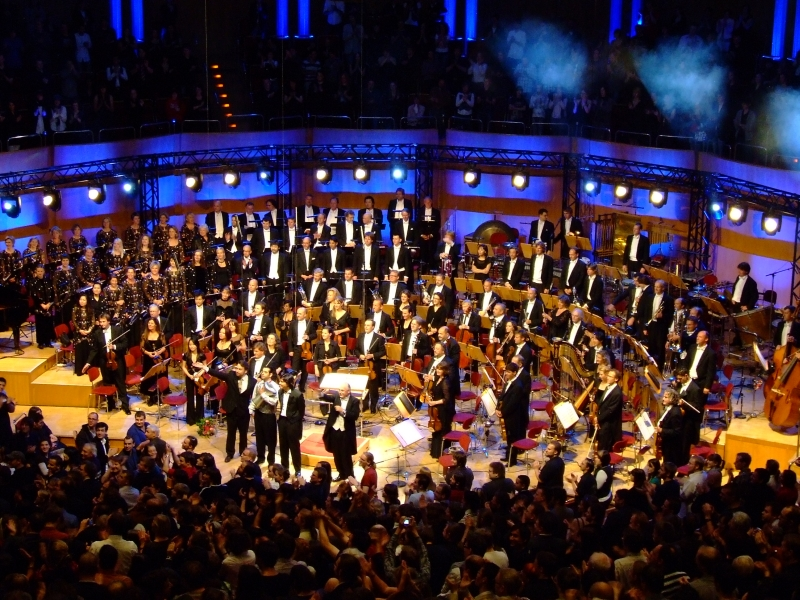
ドイツ・シンフォニックゲームミュージックコンサートの演奏後

ゲームミュージックの商品的価値、芸術的価値が認知されてくると、ゲームミュージックも演奏会で演奏されるようになっていった。「ゲームミュージックフェスティバル」や「PRESS START」等、90年代から現在まで多くのゲームミュージック専門の演奏会が開催され、オーケストラ、ジャズ、フュージョン、ロック、テクノポップ、クラブミュージック等、様々な形で演奏されている。また、演奏用に大幅な編曲がされていたり、複数の曲とのメドレー形式で演奏されることも少なくない。演奏者に関しては、プロのミュージシャンによって演奏される場合もあれば、作曲者やプロデューサーなどのスタッフが楽器を演奏する場合もある。ドラゴンクエストシリーズやファイナルファンタジーシリーズ、モンスターハンターシリーズ等の人気作品では、シリーズの楽曲だけを演奏する演奏会を開催している。
通常の演奏会でゲームミュージックが演奏される場合もあり、有名な所では「自衛隊音楽まつり」等でゲームミュージックが演奏された。こうした演奏会の映像や音声を収録したCD、DVDが発売される事もあるが、版権の都合で該当シーンがカットされる事が多い。

### ゲームミュージックを取り入れた作品
イエロー・マジック・オーケストラ（YMO）は1stアルバムで『サーカスのテーマ』、『インベーダーのテーマ』という曲を発表している。ゲームミュージック専門のアルバムは同じくYMOの細野晴臣がプロデュースして、ナムコのゲームから『ゼビウス』、『リブルラブル』、『ギャラガ』などのサウンドを収録した『ビデオ・ゲーム・ミュージック』が元祖だった。21世紀初頭現在でも『スーパーマリオブラザーズ』の曲をサンプリングしたトンガリキッズの『B-DASH』などがある。